# Gymnomyza viridis
Gymnomyza viridis е вид птица от семейство Meliphagidae.

## Разпространение
Видът е разпространен във Фиджи.